# أشين العليا (صوغان)
أشین العلیا (بالفارسية: اشین علیا) هي قرية تقع في إيران في قسم صوغان الريفي. يقدر عدد سكانها بـ 196 نسمة بحسب إحصاء 2016.